# Secrétaire national des Écologistes
Le secrétaire national des Écologistes est le principal dirigeant du parti politique français issu du parti Les Verts, fondé en 1984, élargi en 2010 sous le nom d'Europe Écologie Les Verts, enfin renommé Les Écologistes en octobre 2023. Il est chargé de la mise en œuvre des grandes décisions du parti. 
Marine Tondelier occupe ce poste depuis le 10 décembre 2022.

## Historique des secrétaires nationaux
| Nom                  | Nom                  | Période           | Période           | Période                   | Notes |
| -------------------- | -------------------- | ----------------- | ----------------- | ------------------------- | --- |
| Cécile Duflot        | Cécile Duflot        | 13 novembre 2010  | 23 juin 2012      | 1 an, 7 mois et 10 jours  | Précédemment secrétaire nationale des Verts depuis 2006. Démissionne le 23 juin 2012 à la suite de sa nomination dans les gouvernements Jean-Marc Ayrault I et II. |
| Pascal Durand        | Pascal Durand        | 23 juin 2012      | 30 novembre 2013  | 1 an, 5 mois et 7 jours   | Porte-parole du parti à partir du 13 novembre 2010. |
| Emmanuelle Cosse     | Emmanuelle Cosse     | 30 novembre 2013  | 11 février 2016   | 2 ans, 2 mois et 12 jours | Démissionne le 11 février 2016 à la suite de sa nomination dans le gouvernement Valls II.                                                                          |
| David Cormand        | David Cormand        | 11 février 2016   | 30 novembre 2019  | 3 ans, 9 mois et 19 jours | Par intérim jusqu'au 11 juin 2016, lorsqu'il est élu secrétaire national.                                                                                          |
| Julien Bayou         | Julien Bayou         | 30 novembre 2019  | 26 septembre 2022 | 2 ans, 9 mois et 27 jours | Démission le 26 septembre 2022 à la suite d'accusations de violences psychologiques par son ex-compagne.                                                           |
| Léa Balage El Mariky | Léa Balage El Mariky | 27 septembre 2022 | 10 décembre 2022  | 2 mois et 13 jours        | Direction collégiale intérimaire jusqu'au congrès prévu en décembre 2022.                                                                                          |
| Jérémie Crépel       | Jérémie Crépel       | 27 septembre 2022 | 10 décembre 2022  | 2 mois et 13 jours        | Direction collégiale intérimaire jusqu'au congrès prévu en décembre 2022.                                                                                          |
| Marine Tondelier     | Marine Tondelier     | 10 décembre 2022  | En fonction       | 2 ans, 5 mois et 29 jours | Réélue le 19 avril 2025,. |